# Shō Kinpuku
Shō Kinpuku (尚 金福, Shō Kinpuku, 1398–1453) est souverain du royaume de Ryūkyū, 5e de la lignée de la première dynastie Shō. 
Shō Kinpuku succède à son neveu Shō Shitatsu, en 1449. Un barrage d'un kilomètre de long, connu sous le nom barrage Chōkō  (長虹堤, Chōkōtei), est construit par Kaiki (懐機, personnage assez mystérieux de la Chine des Ming en 1451. L'ouvrage, construit du port de Naha jusqu'au port de Tomari, reliant beaucoup d'îles minuscules.
Lorsque Shō Kinpuku meurt en 1453, un conflit de succession éclaté entre le fils du roi Shiro  (志 鲁) et son frère cadet Furi  (布里). Le château de Shuri est détruit par un incendie et tous deux meurent à cette occasion. Après l'incident, Shō Taikyū, un autre frère cadet du roi, monte sur le trône.

## Source de la traduction
- (en) Cet article est partiellement ou en totalité issu de l’article de Wikipédia en anglais intitulé « Shō Kinpuku » (voir la liste des auteurs).